# Charles Mangion
Charles Mangion (ur. 14 listopada 1952 w m. Pietà) – maltański polityk i prawnik, poseł do Izby Reprezentantów, w latach 1996–1998 minister, w 2008 lider opozycji.

## Życiorys
Ukończył w 1974 studia anglistyczne na Uniwersytecie Maltańskim. W 1982 doktoryzował się w zakresie prawa. Podjął praktykę w zawodzie notariusza w ramach własnej firmy prawniczej.
Działacz Partii Pracy. W 1987 po raz pierwszy został wybrany do Izby Reprezentantów. Zasiadał w maltańskim parlamencie także po wyborach w 1992, 1996, 1998, 2003, 2008 i 2013. W latach 1996–1998 pełnił funkcję ministra sprawiedliwości i władz lokalnych w rządzie Alfreda Santa. W 2003 objął funkcję wicelidera Partii Pracy. Gdy po wyborach w 2008 Alfred Sant ustąpił z funkcji lidera partii, Charles Mangion stał się czasowym liderem swojego ugrupowania i tym samym liderem opozycji. Wykonywał te obowiązki do czasu, gdy w tym samym roku na czele laburzystów stanął Joseph Muscat.
W 2017 powołany na prezesa linii lotniczych Air Malta.